# 海洋映画
海洋映画（かいようえいが）とは、物語の舞台が海、若しくは海洋周辺である映画全般を指すジャンル。

## 概要
1990年代までハリウッドでは、「海が舞台の映画はヒットしない」というジンクスがあり、
海洋映画は鬼門とされていた。これは、1989年公開の『アビス』や、1995年公開の『ウォーターワールド』と『カットスロート・アイランド』等といった映画が失敗に終わり、特に『カットスロート・アイランド』に至っては、ギネス・ワールド・レコーズに「最も興行的な赤字が大きな映画」として記録されるなど、莫大な製作費を回収しにくい作品が多いという原因があった。
そのような流れもあり、1997年公開の『タイタニック』も、公開前から失敗作になるという否定的な報道がなされていた。しかし、そのような公開前の予想に反して、『タイタニック』は世界中で大ヒットを記録したことで、前述のジンクスは打ち破られる結果となった。
2000年代以降も、『パイレーツ・オブ・カリビアン』シリーズ等、様々な海洋映画がヒットを記録している。
2010年代以降は海洋映画が増加傾向にあるが、これはCGの大幅な発展で、実際の海で撮影しなくても良くなり、製作費を抑えることが可能になったことも増加の要因として挙げられる。
サメ映画やパニック映画等に内包される作品も多い

## 海洋映画の一覧
- ポセイドン・アドベンチャー(1972年)
- ジョーズ(1975年)
- グラン・ブルー(1988年)
- アビス(1989年)
- ウォーターワールド(1995年)
- カットスロート・アイランド(1995年)
- タイタニック(1997年)
- ザ・グリード(1998年)
- ディープ・ブルー(1999年)
- ザ・ビーチ(2000年)
- キャスト・アウェイ(2000年)
- パーフェクト ストーム(2000年)
- ゴーストシップ(2002年)
- オープン・ウォーター(2003年)
- パイレーツ・オブ・カリビアン/呪われた海賊たち(2003年)
- 海猿(2004年)
- イントゥ・ザ・ブルー(2005年)
- ポセイドン(2006年)
- ライフ・オブ・パイ/トラと漂流した227日(2012年)
- キャプテン・フィリップス(2013年)
- 大脱出(2013年)
- 白鯨との闘い(2015年)
- ザ・ブリザード(2016年)
- ロスト・バケーション(2016年)
- スイス・アーミー・マン(2016年)
- バーニング・オーシャン(2016年)
- ベイウォッチ(2017年)
- MEG ザ・モンスター(2018年)
- アクアマン(2019年)
- アバター:ウェイ・オブ・ウォーター(2022年)
- リトル・マーメイド(2023年)